# ウォレンズバーグ駅
ウォレンズバーグ駅（英語：Warrensburg Station）はミズーリ州ウォレンズバーグ サウス・ホールデン・ストリート100にある駅。全米各地を結ぶ旅客鉄道のアムトラックが乗り入れている。

## 利用可能な鉄道路線／列車
アムトラックのウォレンズバーグ駅に発着する列車は下記の通り。
カンザスシティとセントルイス間の昼行中距離列車ミズーリ・リバー・ランナー号…1日2往復停車